# Verkerke Reprodukties

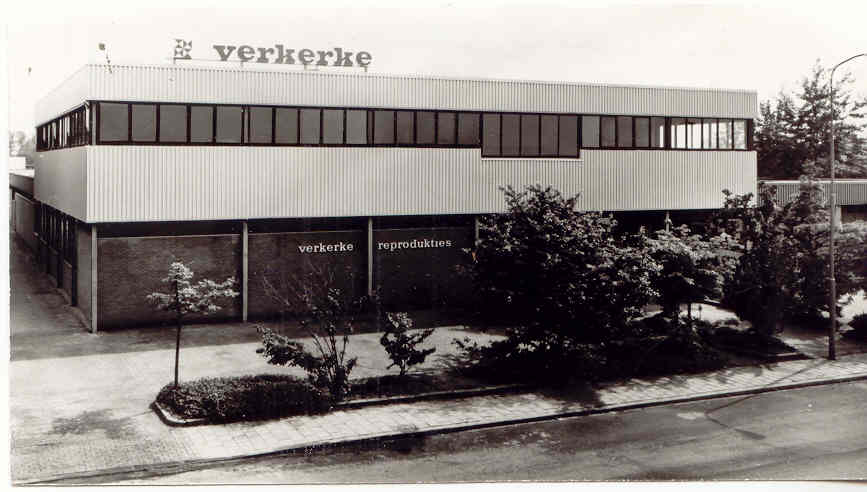
Verkerke Reprodukties te Ede in 1978

Verkerke Reprodukties is een Nederlandse uitgeverij opgericht door Engel Philippus Verkerke, die bestond van 1957 tot 2001. Het hoofdkantoor was gevestigd in Ede en had, in 1978 uitgegroeid tot Europees marktleider, eigen winkels in Nederland en 350 werknemers verspreid over 9 Europese landen en Canada en de Verenigde Staten. Vanuit Ede verstuurde Verkerke Reprodukties jaarlijks 20 miljoen posters naar ruim honderd landen.

## Engel Verkerke
Verkerke (1924-2022) was de zoon van een Rotterdamse metaalbewerker en dokwerker. In de Tweede Wereldoorlog hielp hij bij het drukken en verspreiden van verzetskrant De Waarheid. Na de oorlog werd dit een dagblad en Verkerke werd er journalist en redacteur. Ook voor het satirische weekblad De Uilenspiegel, eveneens gelieerd aan de CPN, deed hij redactiewerk. Later promoveerde de partij hem weg naar boekhandel Pegasus.
Met de Hongaarse opstand in 1956 nam hij afstand van het communisme, later verklaard met: "Wat ik voor het meest humane systeem had aangezien, bleek dat niet te zijn." Hij werd verkoper bij een groothandel in schoolartikelen. Daar werd hij regelmatig geconfronteerd met de vraag naar wanddecoratie. Het bedrijf was daarin niet geïnteresseerd, daarom besloot hij in 1957 zelf maar, via Verkerke Reprodukties, posters uit te gaan geven.

## Uitgeverij
In 1957 begon Verkerke op 32-jarige leeftijd vanaf een zolderkamer aan de Plantage Muidergracht te Amsterdam een uitgeverij voor kunstreproducties. De eerste plaat was een prent, getiteld 'Het Chinese Paard'. Daarna volgde de reproductie van de schets Don Quichotte van Pablo Picasso. Om toestemming te verkrijgen, bezocht Verkerke de kunstenaar persoonlijk in zijn kasteel in Zuid-Frankrijk. Met een Picasso in de collectie waren de rechten op reproductie van werken van veel andere kunstenaars eenvoudiger te bekomen.
Vanaf de oprichting maakte Verkerke, samen met zijn echtgenote, jaren werkdagen van vijftien uur, ook in het weekeinde. In 1964 had hij twee personeelsleden en in 1978 was hij Europees marktleider met eigen winkels in Nederland en 350 werknemers verspreid over Duitsland, België, Frankrijk, Engeland, Oostenrijk, Zwitserland, Denemarken, Canada, Verenigde Staten, Portugal en Spanje.

### Producten
Naast kunsthistorische reproducties van onder anderen Picasso, Paul Klee, Matisse, Magritte, Dali, Renoir, Appel en Van Gogh werd na 1970 de collectie uitgebreid met politiek geëngageerde afbeeldingen/posters, van Che Guevara tot Bob Dylan en van Easy Rider tot de Oranje Vrijstaat-beweging. Daarnaast kwamen er posters op basis van thema's als snelle auto's, populair realisme en romantiek. Ook werden pin-ups, airbrushes en posters van stripfiguren toegevoegd aan het assortiment. Ten slotte werden ook wenskaarten, lijsten en inlijstingen aangeboden.

### Popartiesten
In 1985 verwierf Verkerke via Winterland Productions de wereldwijde rechten van veel popartiesten voor publicaties op diverse producten; hierbij ging het onder meer om Jimi Hendrix. Elvis Presley en sommige anderen verschenen al eerder op een Verkerke-poster.
Bij de onderhandelingen, begin jaren tachtig, over de posterrechten van de populaire Britse popband Duran Duran moest hij posterrechten van drie, toen nog onbekende artiesten, erbij nemen; dat waren: Madonna, Whitney Houston en George Michael !.
Ook werd een speciale licentieafdeling opgericht ten behoeve van de publicaties van de kunstenaars.

## Andere eigenaren
In 1987 werd het bedrijf verkocht aan de grootste uitgeverij van Italië, Arnoldo Mondadori Editore; het uitgeversconcern van grootaandeelhouder Silvio Berlusconi. Het jaar ervoor bedroeg de omzet zeventig miljoen gulden. Verkerke bleef als statutair directeur nog actief. In 1992 nam het Amerikaanse 'Hallmark Cards Inc', de grootste wenskaartenuitgever ter wereld, de uitgeverij over. Het bedrijf telde in dat jaar 350 werknemers. Ook toen bleef Verkerke nog betrokken bij de activiteiten.